# PKP-Baureihe EW53
Die PKP-Baureihe EW53 waren dreiteilige elektrische Triebzüge der Polnischen Staatsbahnen (PKP). Sie wurden für den Nahverkehr im Ballungsraum Warschau gebaut.
Die Fahrzeuge waren bis 1985 eingesetzt. Danach wurden sie ausgemustert und verschrottet. Keines der Fahrzeuge ist erhalten geblieben. Einige Wagenkästen, wie die des EW53-011, sind erhalten geblieben.

## Geschichte
Die Fahrzeuge waren die ersten in Polen gebauten Elektrotriebwagen nach dem Zweiten Weltkrieg. Nachdem zuerst die Vorkriegsfahrzeuge der Baureihe EW52 wieder in Betrieb genommen wurden, entwickelte das Zentrale Konstruktionsbüro für Schienenfahrzeuge in Poznan einen Triebwagen, der in Polen hergestellt werden und die Bezeichnung Pafawag 1B / 2B erhalten sollte. Der mechanische Teil der Fahrzeuge ähnelte den zur gleichen Zeit von ASEA an die PKP gelieferten EW54. Die technischen Parameter waren denen der Baureihe EW52 ähnlich, es sollten dieselben Fahrmotoren wie bei diesen Fahrzeugen verwendet werden.
Die 20 Triebzüge wurden von 1954 bis 1956 bei Pafawag hergestellt. Die Serie wurde dem Betriebswerk in Warschau-Grochow zugeteilt, von wo aus sie den Vorortverkehr bei der Szybka Kolej Miejska w Warszawie in Warschau versahen. Zu Beginn wurden die Motorwagen ab 92050 und die Steuerwagen ab 93050 bezeichnet. Die gesamte Serie wurde als E53 bezeichnet. Ab 1959 hatten die Fahrzeuge die Betriebsnummern EW53-001 bis EW53-020.
Nach mehreren Betriebsjahren mussten die Rahmen nachgebessert werden. Später wurde die Stromabnehmerhalterung der Ursprungsausführung gegen eine einfachere wie bei der PKP-Baureihe EN57 ausgetauscht. Nachdem 1982 noch 19 Fahrzeuge in den Listen geführt wurden, wurde die Serie 1985 komplett ausgemustert.

## Technische Beschreibung

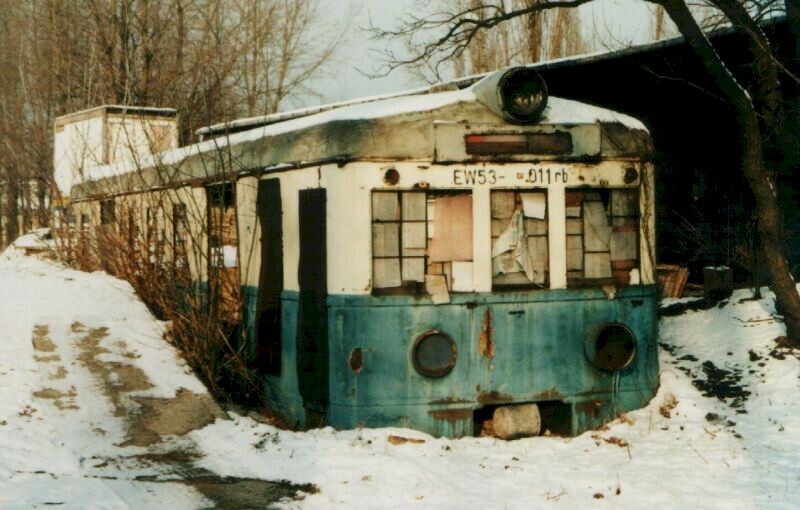
Wagenkasten des EW43-011b 2002 in Warschau

Die Triebzüge waren die ersten bei Pafawag hergestellten Fahrzeuge und in der Anordnung Steuerwagen – Triebwagen – Steuerwagen über eine Kurzkupplung mit Übergang für die Fahrgäste verbunden. Die Steuerwagen wurden als Typ 1B und die Triebwagen als Typ 2B bezeichnet. An den Stirnseiten der Fahrzeuge waren Scharfenbergkupplungen vorhanden, über Vielfachsteuerung war die Steuerung von bis zu drei Triebwzügen möglich. Jeder Wagen, die mit Außenrahmen gefertigt wurden, war auf zwei Drehgestellen gelagert. Die Radsätze hatten Wälzlager, die in den Achsgabelstegen der Drehgestellrahmen geführt wurden. Die Federung war dreistufig ausgeführt und bestand aus Blattfedern über den Radsatzlagern sowie zusätzlichen Blattfeder und Schraubenfedern als Sekundärfedern.
Die Wagenkästen bestanden aus gewalzten Profilen in Spantenbauart, die mit Blechen beplankt waren. Die selbsttragende Konstruktion war an den Seitenwänden, den Decken und den Böden mit Korkplatten wärmegedämmt. Je Seitenwand besaß jeder Wagen drei Einstiege mit auf hohe Bahnsteigkanten ausgelegten pneumatisch bedienten Schiebetüren. In den Wagenübergängen saßen Doppelschiebetüren. Fahrgasträume und Einstiegsräume waren durch Trennwände abgeteilt, die bis zur Oberkante der Sitze reichten. Die Führerräume besaßen beidseitig je eine Eingangstür. Die Innenräume hatten eine Sitzanordnung 2+2 mit Holzsitzen. Die Glühbirnenbeleuchtung war an der Decke isymetrisch zu den Fenstern angeordnet.
Ein Teil der elektrischen Ausrüstung war in den Innenräumen der Triebwagen in Schränken untergebracht. Auf der einen Seite war ein Hochspannungsraum mit zweiflügeligen nach außen zu öffnenden Türen, auf der anderen Seite ein Niederspannungsraum mit einflügeligen Türen. Im gleichen Raum befanden sich ein Gepäck- und ein Dienstabteil, die von den Abteilen der Reisenden getrennt waren.
Die weitere elektrische Ausrüstung war auf den Dächern angeordnet. Zwei Stromabnehmer saßen auf dem Triebwagen. Die vier Fahrmotoren trieben über eine einseitige geradverzahnte Zahnradverbindung die Achsen an. Die Startwiderstände befanden sich in Kisten unter dem Rahmen des Triebwagens. Die Fahrzeuge waren mit einer Indirekten Bremse von Westinghouse ausgerüstet. Die Steuerwagen besaßen eine Regulierung der Bremskraft abhängig von der Personenbelegung der Wagen.